# Heineken Open 2014 - Qualificazioni singolare
Le qualificazioni del singolare  dell'Heineken Open 2014 sono state un torneo di tennis preliminare per accedere alla fase finale della manifestazione. I vincitori dell'ultimo turno sono entrati di diritto nel tabellone principale. In caso di ritiro di uno o più giocatori aventi diritto a questi sono subentrati i lucky loser, ossia i giocatori che hanno perso nell'ultimo turno ma che avevano una classifica più alta rispetto agli altri partecipanti che avevano comunque perso nel turno finale.

## Teste di serie
1. Daniel Gimeno Traver (Qualificato)
2. Lukáš Lacko (Qualificato)
3. Donald Young (Qualificato)
4. Bradley Klahn (Qualificato)

1. Steve Johnson (ultimo turno, Lucky loser)
2. Hiroki Kondo (secondo turno)
3. Jose Statham (accede direttamente al tabellone principale)
4. Michael Venus (ultimo turno)

## Qualificati
1. Daniel Gimeno Traver
2. Lukáš Lacko

1. Donald Young
2. Bradley Klahn

### Lucky loser
1. Steve Johnson

## Tabellone

### Legenda
| - Q = Qualificato - WC = Wild card - LL = Lucky loser | - ALT = Alternate - SE = Special Exempt - PR = Protected Ranking | - w/o = Walkover - r = Ritirato - d = Squalificato |

### Sezione 1
|  | Primo turno            | Primo turno            | Primo turno | Primo turno | Primo turno |  |  | Secondo turno | Secondo turno        | Secondo turno        | Secondo turno   | Secondo turno   |   |   | Ultimo turno | Ultimo turno         | Ultimo turno         | Ultimo turno | Ultimo turno |  |
|  |                        |                        |             |             |             |  |  |               |                      |                      |                 |                 |   |   |              |                      |                      |              |              |  |
|  |                        |                        |             |             |             |  |  |               |                      |                      |                 |                 |   |   |              |                      |                      |              |              |  |
|  |                        |                        |             |             |             |  |  | 1             | Daniel Gimeno Traver | Daniel Gimeno Traver | 6               | 6               |   |   |              |                      |                      |              |              |  |
|  | Alexander Klintcharova | Alexander Klintcharova | 2           | 7           | 0           |  |  |               | Lukáš Dlouhý         | Lukáš Dlouhý         | 0               | 2               |   |   |              |                      |                      |              |              |  |
|  | Lukáš Dlouhý           | Lukáš Dlouhý           | 6           | 62          | 6           |  |  |               |                      |                      |                 |                 |   |   | 1            | Daniel Gimeno Traver | Daniel Gimeno Traver | 6            | 6            |  |
|  | Ben McLachlan          | Ben McLachlan          | 1           | 6           | 4           |  |  |               |                      |                      | Sebastian Lavie | Sebastian Lavie | 2 | 2 |              |                      |                      |              |              |  |
|  | Sebastian Lavie        | Sebastian Lavie        | 6           | 2           | 6           |  |  |               | Sebastian Lavie      | Sebastian Lavie      | Sebastian Lavie | w/o             |   |   |              |                      |                      |              |              |  |
|  |                        |                        |             |             |             |  |  | 7             | Jose Statham         | Jose Statham         | Jose Statham    |                 |   |   |              |                      |                      |              |              |  |
|  |                        |                        |             |             |             |  |  |               |                      |                      |                 |                 |   |   |              |                      |                      |              |              |  |

### Sezione 2
|  | Primo turno    | Primo turno    | Primo turno   | Primo turno | Primo turno |  |  | Secondo turno | Secondo turno  | Secondo turno  | Secondo turno | Secondo turno |   |   | Ultimo turno | Ultimo turno | Ultimo turno | Ultimo turno | Ultimo turno |  |
|  |                |                |               |             |             |  |  |               |                |                |               |               |   |   |              |              |              |              |              |  |
|  |                |                |               |             |             |  |  |               |                |                |               |               |   |   |              |              |              |              |              |  |
|  |                |                |               |             |             |  |  | 2             | Lukáš Lacko    | Lukáš Lacko    | 6             | 6             |   |   |              |              |              |              |              |  |
|  | Finn Tearney   | Finn Tearney   | 6             | 0           | r           |  |  |               | Cameron Norrie | Cameron Norrie | 4             | 4             |   |   |              |              |              |              |              |  |
|  | Cameron Norrie | Cameron Norrie | 2             | 5           |             |  |  |               |                |                |               |               |   |   | 2            | Lukáš Lacko  | Lukáš Lacko  | 6            | 6            |  |
|  | WC             | Rhett Purcell  | Rhett Purcell | 6           | 6           |  |  |               |                | 8              | Michael Venus | Michael Venus | 2 | 2 |              |              |              |              |              |  |
|  | WC             | Eric Sock      | Eric Sock     | 2           | 4           |  |  | WC            | Rhett Purcell  | Rhett Purcell  | 1             | 1             |   |   |              |              |              |              |              |  |
|  |                |                |               |             |             |  |  | 8             | Michael Venus  | Michael Venus  | 6             | 6             |   |   |              |              |              |              |              |  |
|  |                |                |               |             |             |  |  |               |                |                |               |               |   |   |              |              |              |              |              |  |

### Sezione 3
|  | Primo turno      | Primo turno         | Primo turno         | Primo turno | Primo turno |  |  | Secondo turno | Secondo turno    | Secondo turno    | Secondo turno | Secondo turno |   |   | Ultimo turno | Ultimo turno | Ultimo turno | Ultimo turno | Ultimo turno |  |
|  |                  |                     |                     |             |             |  |  |               |                  |                  |               |               |   |   |              |              |              |              |              |  |
|  |                  |                     |                     |             |             |  |  |               |                  |                  |               |               |   |   |              |              |              |              |              |  |
|  |                  |                     |                     |             |             |  |  | 3             | Donald Young     | Donald Young     | 6             | 6             |   |   |              |              |              |              |              |  |
|  | Daniel Brown     | Daniel Brown        | Daniel Brown        | 3           | 2           |  |  |               | Alexander Zverev | Alexander Zverev | 3             | 2             |   |   |              |              |              |              |              |  |
|  | Alexander Zverev | Alexander Zverev    | Alexander Zverev    | 6           | 6           |  |  |               |                  |                  |               |               |   |   | 3            | Donald Young | 6            | 3            | 6            |  |
|  | WC               | Martin Colenbrander | Martin Colenbrander | 0           | 2           |  |  |               |                  |                  | Artem Sitak   | 1             | 6 | 1 |              |              |              |              |              |  |
|  |                  | Artem Sitak         | Artem Sitak         | 6           | 6           |  |  |               | Artem Sitak      | Artem Sitak      | 6             | 6             |   |   |              |              |              |              |              |  |
|  |                  |                     |                     |             |             |  |  | 6             | Hiroki Kondo     | Hiroki Kondo     | 3             | 4             |   |   |              |              |              |              |              |  |
|  |                  |                     |                     |             |             |  |  |               |                  |                  |               |               |   |   |              |              |              |              |              |  |

### Sezione 4
|  | Primo turno    | Primo turno    | Primo turno   | Primo turno | Primo turno |  |  | Secondo turno | Secondo turno  | Secondo turno  | Secondo turno | Secondo turno |    |    | Ultimo turno | Ultimo turno  | Ultimo turno  | Ultimo turno | Ultimo turno |  |
|  |                |                |               |             |             |  |  |               |                |                |               |               |    |    |              |               |               |              |              |  |
|  |                |                |               |             |             |  |  |               |                |                |               |               |    |    |              |               |               |              |              |  |
|  |                |                |               |             |             |  |  | 4             | Bradley Klahn  | Bradley Klahn  | 6             | 6             |    |    |              |               |               |              |              |  |
|  | Marcus Daniell | Marcus Daniell | 7             | 4           | 7           |  |  |               | Marcus Daniell | Marcus Daniell | 4             | 2             |    |    |              |               |               |              |              |  |
|  | Enzo Couacaud  | Enzo Couacaud  | 5             | 6           | 65          |  |  |               |                |                |               |               |    |    | 4            | Bradley Klahn | Bradley Klahn | 7            | 7            |  |
|  | WC             | Ross Hutchins  | Ross Hutchins | 4           | 5           |  |  |               |                | 5              | Steve Johnson | Steve Johnson | 65 | 63 |              |               |               |              |              |  |
|  |                | Maxime Chazal  | Maxime Chazal | 6           | 7           |  |  |               | Maxime Chazal  | Maxime Chazal  | 6(1)          | 63            |    |    |              |               |               |              |              |  |
|  |                |                |               |             |             |  |  | 5             | Steve Johnson  | Steve Johnson  | 7             | 7             |    |    |              |               |               |              |              |  |
|  |                |                |               |             |             |  |  |               |                |                |               |               |    |    |              |               |               |              |              |  |